# Portugiesischer Film
Der portugiesische Film (Cinema Português oder Cinema Lusitano) bezeichnet das Filmschaffen in Portugal. Vor allem Autorenfilme und Erzählkino sind bis heute die bedeutendsten Ausdrucksweisen des portugiesischen Kinos. In diesem Bereich ist Portugal als Filmstandort bedeutungsvoll, im Bereich des kommerziellen Kinos nicht. Viele Produktionen sind auch Gemeinschaftsproduktionen, zumeist mit französischen, spanischen, italienischen, britischen oder brasilianischen Filmproduzenten. Vor allem der Produzent Paulo Branco sorgt für eine internationale Verbreitung portugiesischer Filme. Zwei wichtige und besonders anerkannte portugiesische Regisseure waren João César Monteiro und Manoel de Oliveira, heute gehören Pedro Costa, João Canijo, João Botelho oder auch Miguel Gomes zu den international bekanntesten Regisseuren aus Portugal.
Heute gilt das portugiesische Kino als international anerkanntes, besonderes Qualitätskino abseits des Massengeschmacks. Die internationale Filmkritik und die Cineasten sprechen häufig von einer eigenständigen „portugiesischen Filmschule“, insbesondere in Frankreich, aber auch in den USA und Italien, u. a. Nachdem Portugal in Folge seiner ungewöhnlichen Nelkenrevolution 1974 die internationale Aufmerksamkeit auf sich gezogen hatte, interessierten sich nun auch Kulturschaffende und -interessierte mehr für Portugal und seine Kulturszene, inklusive seines Kinos. Dabei sahen besonders Filmkritiker wie die der Cahiers du cinéma seit den frühen 1980er Jahren eine eigene, dem kommerziellen Kino abgewandte portugiesische Filmsprache entstehen, die Gefühle und Worte der Handlung überordnet. Damit lässt sich auch die relative Schwäche bei den Drehbüchern im portugiesischen Filmschaffen erklären, im Gegensatz zur ansonsten reichen Portugiesischen Literatur. Doch wie in der Literatur kommt auch im Film Portugals der Lyrik eine überdurchschnittliche Bedeutung zu, so dass sich die künstlerisch anerkanntesten portugiesischen Werke häufig durch eine poetische und weniger prosaische Filmsprache auszeichnen. So sagte Jacques Lemière über das portugiesische Kino, es sei „ein handgemachter, anarchistischer und visionärer Film, ein sehr eigenartiger Fall im weltweiten Panorama des Kinos“.
Die vergleichsweise häufigen Auszeichnungen portugiesischer Filme bei den wichtigsten Filmfestivals, vor allem Cannes und Venedig, und die weiterhin wenigen Verbindungen des kleinen portugiesischen Filmmarktes zum kommerziellen Filmschaffen bestärken diese Ausrichtung des portugiesischen Filmschaffens weiter und halten ihm damit auch den nötigen kreativen Handlungsspielraum abseits kommerzieller Erwartungen frei.

## Geschichte

### Anfänge (ab 1896)

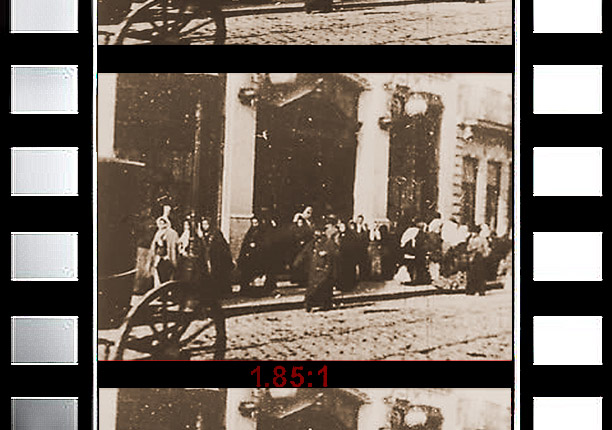
Szene aus Saída do Pessoal Operário da Fábrica Confiança

Die Anfänge des portugiesischen Films gehen auf den Filmpionier Aurélio Paz dos Reis zurück, der als eigentlicher Begründer des portugiesischen Films zu nennen ist. Dieser hat um 1896 bereits den ersten Cinematographen Portugals der Öffentlichkeit vorgestellt. Sein Film Saída do Pessoal Operário da Fábrica Confiança (Arbeiter verlassen die Hemdenfabrik Confiança) von 1896 gilt als der erste portugiesische Film.

### Hochphase und Comédia portuguesa (1930er/1940er Jahre)

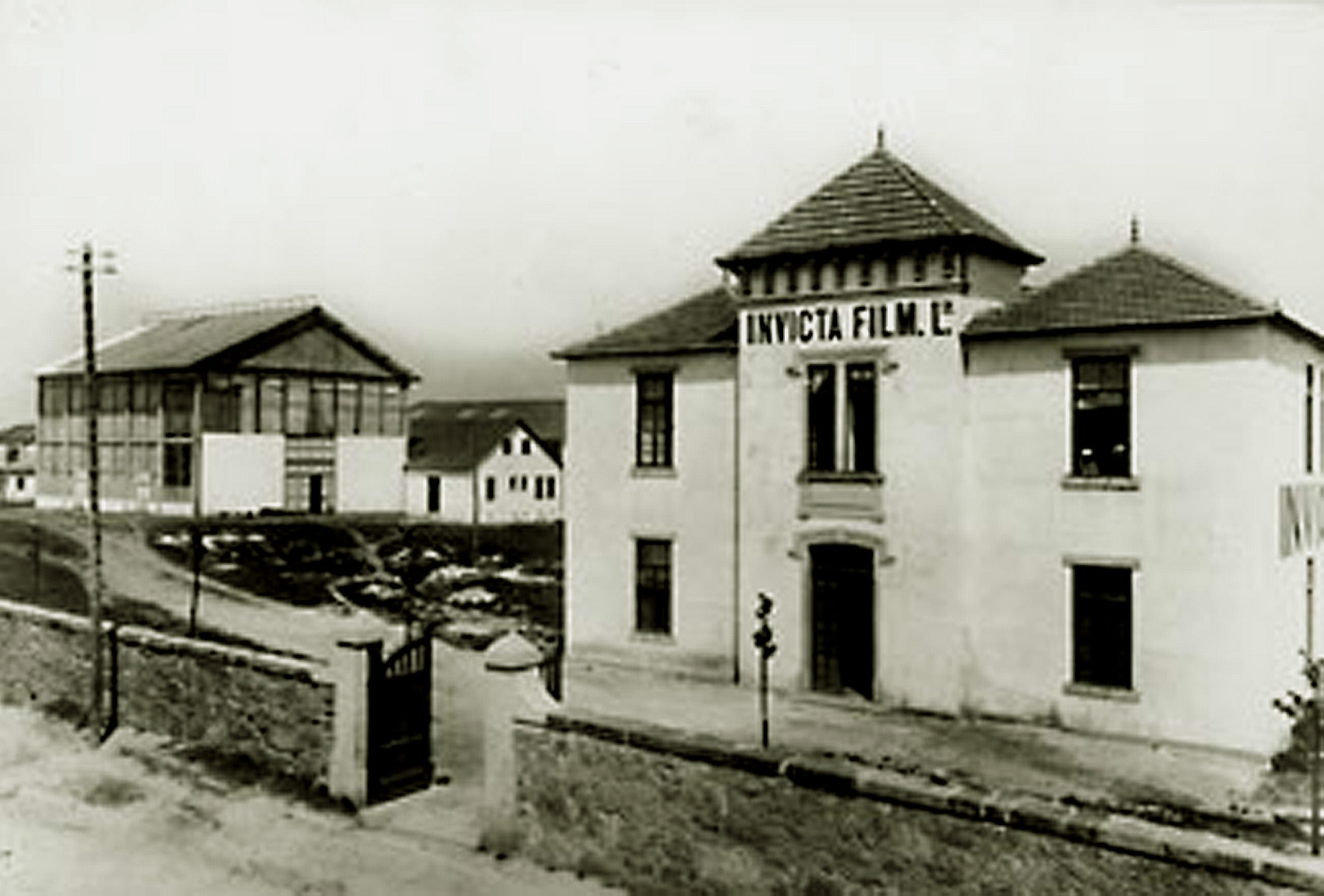
Studios der Invicta

Es gab früh einige erfolgreiche Projekte, wie die durch Charlie Chaplin beeinflusste Komödie Pratas Conquistador von Ernesto de Albuquerque 1917 oder die Erfolge der Produktionsfirma Invicta der 1920er Jahre. 1930 sorgte der Film Maria do Mar für eine wegweisende Weiterentwicklung des Mediums und dessen Anerkennung als ernstzunehmende Kunstform. Doch eine voll entwickelte portugiesische Filmindustrie sollte sich erst in den 1930er Jahren etablieren und für eine Phase nationaler Kassenschlager sorgen, insbesondere seit Gründung der Tóbis Portuguesa Filmstudios 1932.
1931 entstand mit A Severa („Die Strenge“, über die Fado-Sängerin Maria Severa) der erste Tonfilm in Portugal, doch erst die erste Tóbis Portuguesa-Produktion von 1933, der enorm erfolgreiche Film „Das Lied von Lissabon“ (A Canção de Lisboa), wurde der erste Tonfilm in vollständig portugiesischer Produktion. Er prägte das Genre der Comédia portuguesa und es folgten eine Reihe erfolgreicher Komödien und Tragikomödien. Diese Komödien der 1930er bis 1950er Jahre sind bis heute sehr populär in Portugal, waren sowohl wirtschaftlich bedeutend als auch für die portugiesische Filmgeschichte prägend, und spielten damit eine entscheidende Rolle bei der anfänglichen Entwicklung der portugiesischen Filmwirtschaft. Die Comédias portuguesas brachten einige der bekanntesten portugiesischen Filme hervor, und Personen wie die Sängerin Amália Rodrigues oder der Schauspieler Virgílio Teixeira wurden nun auch international erstmals bekannt. In Portugal selbst sind Revue-Schauspieler wie António Silva, Beatriz Costa oder Vasco Santana durch diese Filme zu großen Filmstars geworden und bis heute sehr populär. Arthur Duarte war seit 1927 Schauspieler bei der UFA in Deutschland, kehrte aber 1933 nach Portugal zurück, wo er als Schauspieler und Regisseur für einige der erfolgreichsten dieser Komödien verantwortlich war (O Leão da Estrela, O Costa do Castelo).

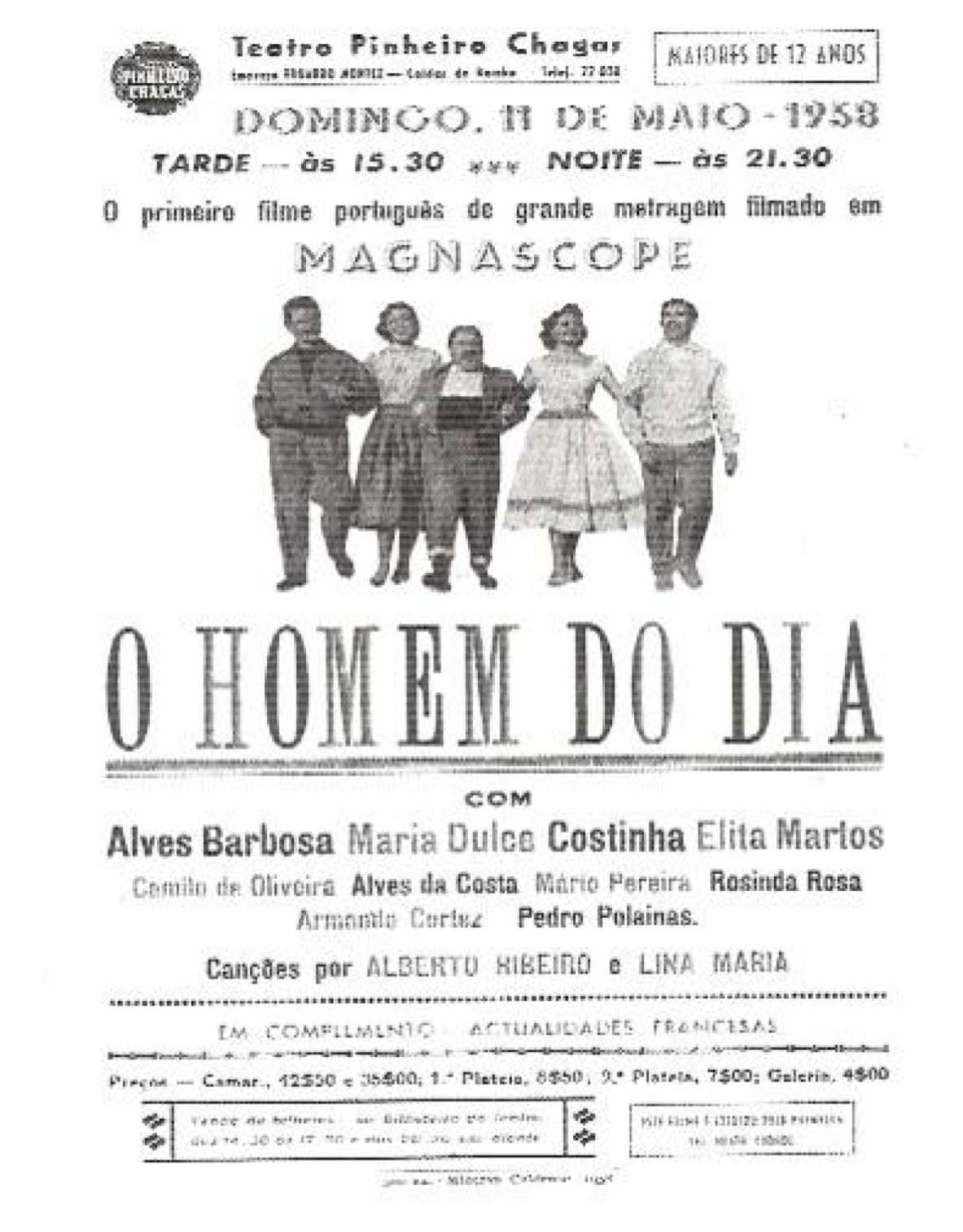
O Homem do Dia (1958, Regie Henrique Campos), mit Radrennfahrer Alves Barbosa

Auch die seit dem Militärputsch 1926 aufkommende Diktatur spielte eine Rolle in der Verbreitung des Kinos in Portugal. Das seit 1932 etablierte Estado Novo-Regime von Salazar förderte das moderne Kino für die eigenen Zwecke. So produzierte das Propagandasekretariat SPN mit seinem filminteressierten Leiter António Ferro, unter dem Eindruck des Spanischen Bürgerkriegs, einen recht aufwändigen Propagandafilm, A Revolução de Maio („Die Mai-Revolution“), 1937 von Regisseur António Lopes Ribeiro fertiggestellt. Der betont antikommunistische Film wurde auch im Ausland viel gezeigt. Ribeiro tat sich in der Folge, neben José Leitão de Barros, als „Regisseur der Rechten“ hervor. Vor allem Dokumentarfilme wie seine wurden Programmteil der Wanderkinos, die die Propaganda über das Land schickte. Doch auch die erfolgreichen, unpolitischen Comédias portuguesas in den Kinos der Zeit zeigten in der Regel ein in sich ruhendes, traditionelles Portugal. Diese Darstellung einer prosperierenden, starken, und vor allem friedlichen Nation inmitten einer im Zweiten Weltkrieg versinkenden Welt stärkte die Position des Regimes.
Nach Kriegsende 1945 sorgten der Wiederaufbau und der einsetzende Wirtschaftsaufschwung im kriegszerstörten Europa für eine enorme allgemeine Entwicklung, während Portugal jetzt wieder zunehmend zurückblieb. Auch die mit den 1950er Jahren aufgekommene internationale Kritik am Regime und der portugiesischen Kolonialpolitik trug zu einem veränderten Gesellschaftsklima bei (erst 1955 Aufnahme Portugals in die 1945 gegründete UNO). Die bislang so beliebten Komödien, die dem portugiesischen Kino 1947 noch ein Rekordjahr bescherten, zeigten nun zunehmend ein überholtes Lissabon, in dem sich seine Bewohner immer weniger wiedererkannten. 1958 kam mit Sangue Toureiro („Stierkämpferblut“) der erste portugiesische Farbfilm in die Kinos, mit dem bekannten Stierkämpfer Diamantino Viseu und der populären Amália Rodrigues in den Hauptrollen. Der Misserfolg des Films war symptomatisch für die seit Mitte der 1950er Jahre unübersehbare Krise der ehemals erfolgsverwöhnten Filmproduktion des Landes, wobei sich abnehmende Kino-Besucherzahlen und das schwache Drehbuch des uninspirierten Filmes gegenseitig bedingten. Bei einigen Regisseuren (etwa dem neorealistisch geprägten Manuel Guimarães), bestand der Wunsch, auch anspruchsvollere Filme beim großen Publikum zu platzieren, doch der systemkonforme Unterhaltungsfilm dominierte die Schaltstellen der Branche. Die etablierten Regisseure hielten weiter an ihren überholten Erfolgsrezepten fest. Perdigão Queiroga wurde nach anfänglichem cineastischen Elan (Madragoa, Sonhar É Fácil, beide 1951) immer konventioneller, während Manoel de Oliveira seit seinem gefloppten Aniki Bóbó (1942) nicht mehr drehte. Es mangelte an engagierten Drehbüchern und Chancen für junge Filmemacher, und das aufkommende Fernsehen verstärkte den Trend gegen das Kino weiter (ab 1957 regulärer Sendebetrieb des RTP-Fernsehens). Im Jahr 1955 war erstmals kein einziger Film in Portugal produziert worden. Am Ende der vom Unterhaltungsfilm geprägten Hochphase steckte der portugiesische Film in einer Sackgasse und verlor den Zuspruch des Publikums.

### Novo Cinema (1960er/1970er Jahre)

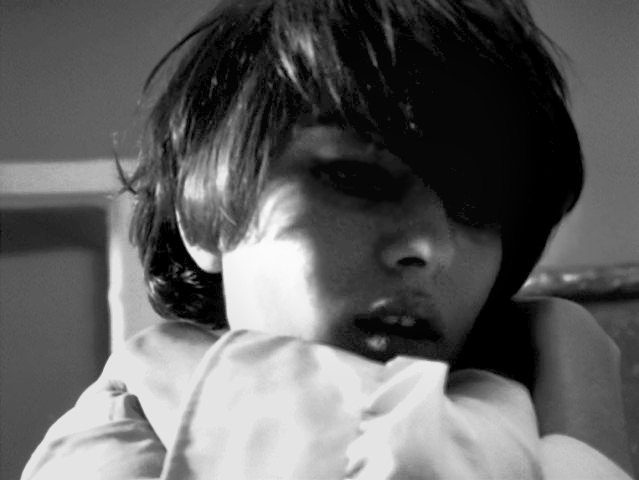
Maria Cabral in O Cerco (1970)

1963 setzte sich mit dem Novo Cinema der neue portugiesische Film durch, mit Namen aufbegehrender junger Filmemacher wie António da Cunha Telles, Paulo Rocha oder Fernando Lopes. Als Vorläufer für das Novo Cinema kann, wie schon beim Neorealismus mit Aniki Bóbó (1942), Manoel de Oliveira mit seinem O Acto da Primavera (dt. Titel: Der Leidensweg Jesu in Curalha) gelten, den er ab 1959 drehte und der 1963 nach nur einer Vorführung abgesetzt wurde (mit anschließender vorübergehender Verhaftung Oliveiras durch die Geheimpolizei PIDE). Es entstand eine erste Welle inhaltlich kritischer und cineastisch anspruchsvoller Werke. Filme wie Os Verdes Anos von Paulo Rocha, oder Belarmino und Uma Abelha na Chuva von Fernando Lopes, entwickelten von Nouvelle Vague und Neorealismus beeinflusste Filmsprachen, jedoch unter eigenen Vorzeichen, unter dem Eindruck von Poesie, Zensur, und den sozialen Problemen des Landes. Als nach zunehmendem Druck der Cineasten sich die bedeutende Gulbenkian-Kulturstiftung auch der Filmkunst zuwendete, erhielt das seit Beginn unter Zensur und mangelndem wirtschaftlichen Erfolg leidende Novo Cinema neue Zuversicht. Die Stiftung förderte die Gründung des Filmkollektivs Centro Português de Cinema (1969), in dem sich die wichtigsten Filmschaffenden organisierten. Die zeitgleich zugesagte, planmäßige Filmförderung der Gulbenkian-Stiftung, und die einsetzende institutionelle Förderung durch das neugegründete staatliche Filminstitut IPC (dem heutigen ICA), gaben dem Novo Cinema, das nach seinem ersten Enthusiasmus nachzulassen drohte, neuen Schwung. Der Erfolg des Filmes O Cerco (von António da Cunha Telles 1969/1970) überbrückte die einsetzende Durststrecke, bis die neu geförderten Projekte anliefen und dem Novo Cinema neue Impulse gaben.

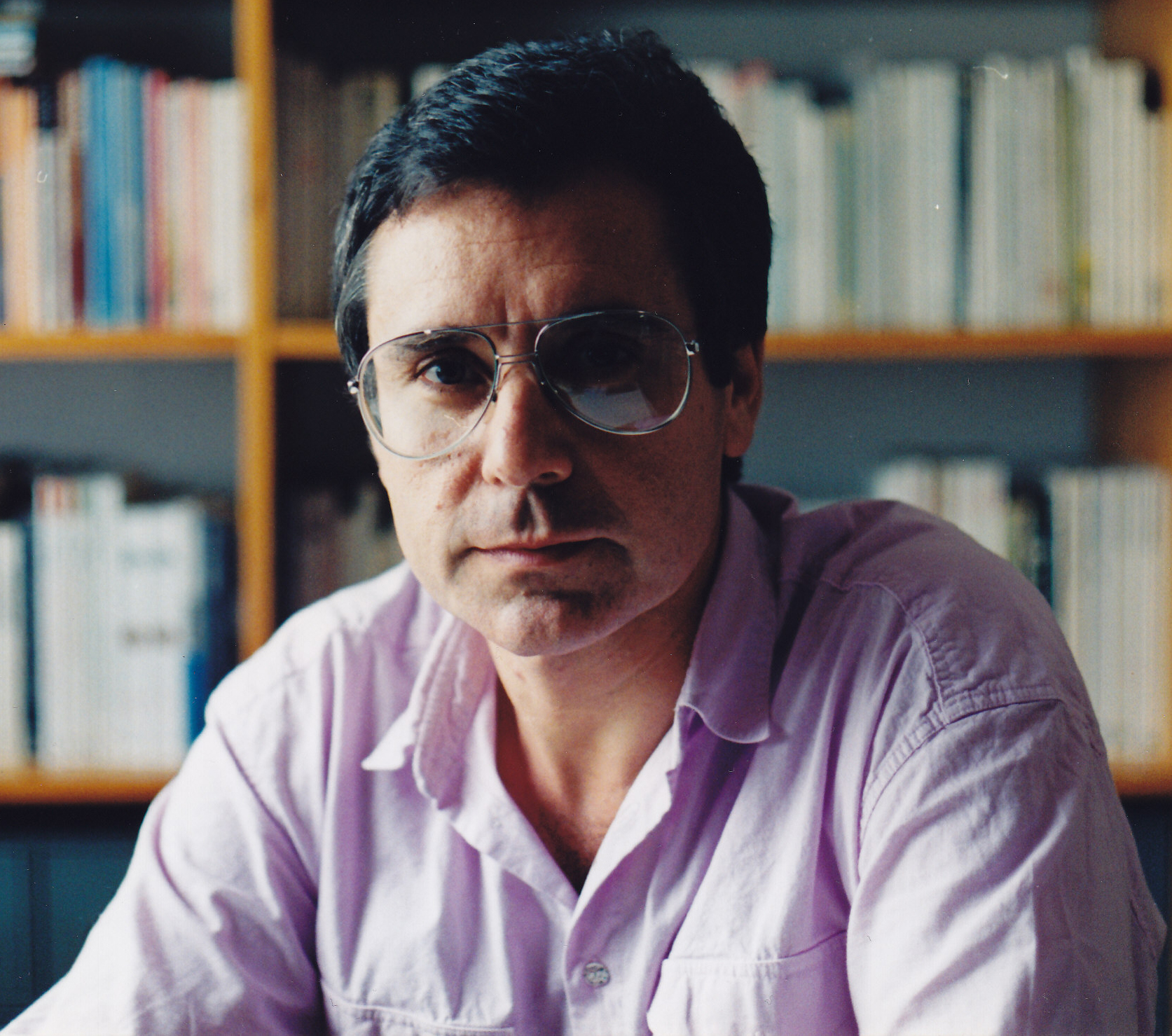
Eduardo Geada (2001)

Nach der Nelkenrevolution und dem Ende der Zensur der Estado Novo-Diktatur 1974 änderte sich auch die Sprache des Novo Cinemas, blieb dem Primat des Anspruchs über den Kommerz aber treu. Die neue Freiheit äußerte sich zuerst in einer Flut von politischen Dokumentarfilmen und emanzipatorischen Spielfilmen, im Verlauf der abkühlenden Revolution aber auch in zunehmender Richtungssuche. In dieser Phase konnten auch international beachtete Regisseure wie João César Monteiro neue Akzente setzen.
Ende der 1970er nahmen die Diskussionen unter den Cineasten im Land um die zukünftige Ausrichtung des Portugiesischen Films zu. Einige Stimmen verlangten nach einem publikumsnäheren Film, da zum einen die weggefallene Zensur keine metaphorische Filmsprache mehr nötig machte, zum anderen der Wunsch des Publikums Maßstab sein sollte. Andere Stimmen hingegen vertraten ein avantgardistisches Kino, das gesellschaftliche Diskussionen anstößt und sich nicht am konformen Massengeschmack orientiert.
Namen des Novo Cinemas wie António da Cunha Telles, António-Pedro Vasconcelos, José Fonseca e Costa oder Luís Galvão Teles entschieden sich hier für einen Film, der Inhalte in einer unterhaltsamen Sprache transportieren will, die möglichst viele Menschen erreicht. Regisseure wie Paulo Rocha, Margarida Gil, Eduardo Geada oder Fernando Lopes sahen sich eher einem engagiert avantgardistischen Film verpflichtet.

### Zeitgenössisches Kino (1980er Jahre bis heute)

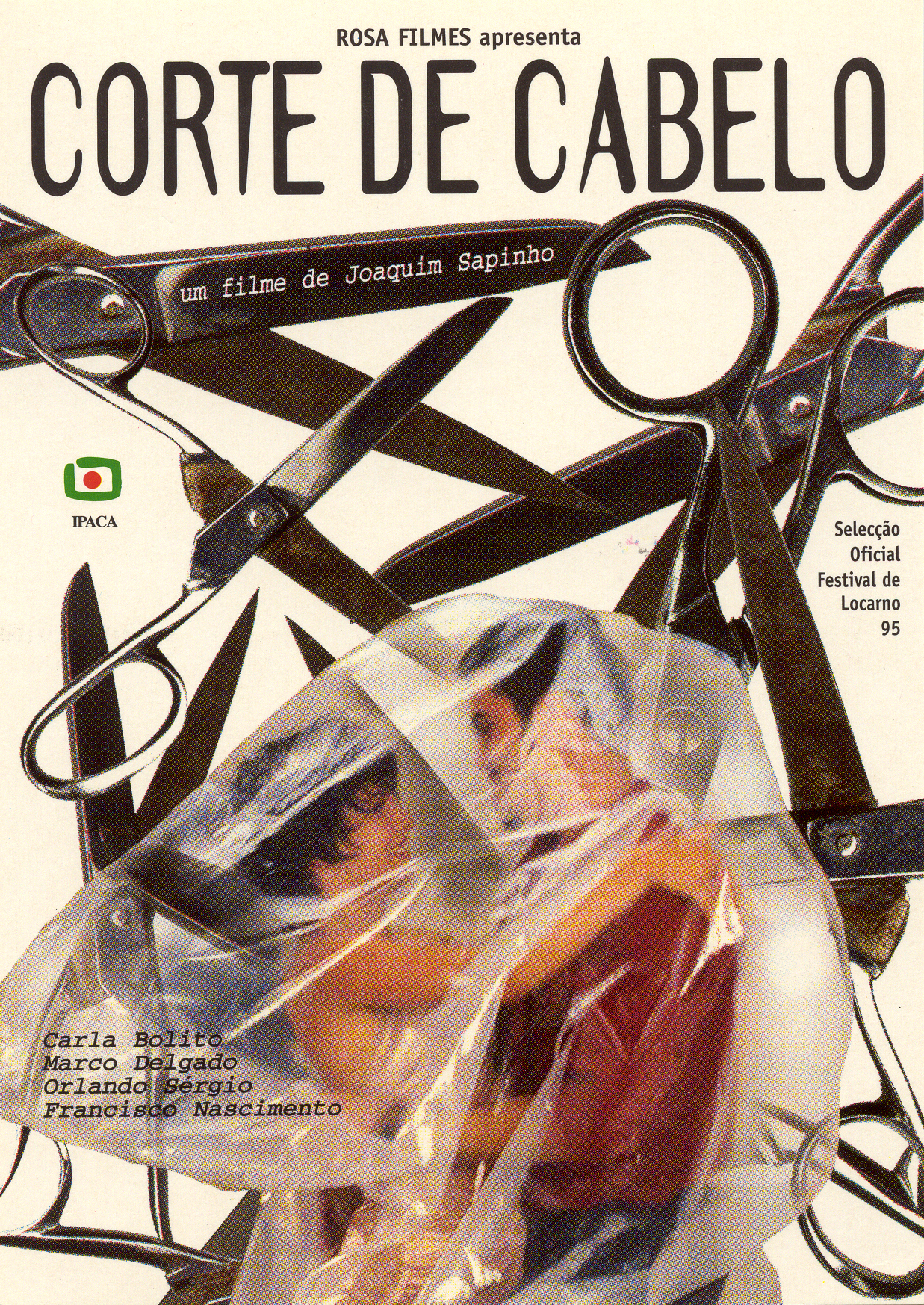
Plakat für Joaquim Sapinhos Überraschungserfolg aus dem Jahr 1995

Die gesellschaftlichen Veränderungen im Laufe der politischen Ernüchterungen, aber auch die stetig vorangeschrittenen wirtschaftlichen Verbesserungen im Portugal der 1980er und 1990er Jahre, beeinflussten auch den Blickwinkel des Films im Land, seine Themen und seine Sprache. Dabei blieben die Rahmenbedingungen im Wesentlichen unverändert, etwa der relativ kleine heimische Markt und seine beschränkten finanziellen Mittel.
Anfang der 1980er Jahre näherte sich das portugiesische Kino dem breiten Publikum wieder an, mit engagierten und innovativen Filmen früherer Novo-Cinema-Regisseure. Nach dem Überraschungserfolg Kilas, o Mau da Fita (1980) von José Fonseca e Costa war es ein sarkastisch gewordener Fernando Lopes, der mit Crónica dos Bons Malandros 1984 eine weitere Kriminalkomödie zum Erfolg führte, bevor der Krimithriller O Lugar do Morto von António-Pedro Vasconcelos einen Monat später ein noch größerer Erfolg wurde. Danach gelang dies wieder seltener, 1987 folgte mit der Ballade vom Hundestrand nochmal ein nennenswerter Kassenerfolg, erneut von José Fonseca e Costa. Parallel trug nun aber die Lehre der Novo-Cinema-Regisseure, die mittlerweile an den Filmschulen lehrten, ihre Früchte, und es entwickelte und etablierte sich eine neue „portugiesische Schule“ im Kino Portugals, die nun zunehmend auch von Kritik und Cineasten in Europa bemerkt wurde, wie Erfolge von Manoel de Oliveira, João César Monteiro und anderen in Cannes, Venedig oder Locarno seit den späten 1980er und die 1990er Jahre hindurch zeigten.
Auch wenn es seither immer noch gelegentlich portugiesische Blockbuster gibt, etwa von dem auch als Programmdirektor des Privatsenders SIC tätigen Carlos Coelho da Silva, die sehr erfolgreichen Remakes alter Comédias Portuguesas durch Leonel Vieira oder auch das popkulturelle Biopic Variações (2019), so gibt es sie weiterhin nur in Portugal selbst, während der Portugiesische Film international weiter für seine anspruchsvollen Filme bekannt ist. In dieser Tradition stehen heute die prämierten Filme von Namen wie João Canijo, João Botelho oder zuletzt auch Miguel Gomes oder Ivo Ferreira.
Die internationale Anerkennung wird insbesondere ermöglicht durch die Arbeit von Produzenten wie António da Cunha Telles oder Tino Navarro, besonders aber des renommierten Paulo Branco, die allesamt portugiesische Filme über internationale Filmfestivals und Vertriebe den Cineasten bekannt machten und machen.
Junge Regisseure suchen indes in der sich weiter verändernden Gesellschaft Portugals nach neuen Antworten. So ist das Spektrum des Portugiesischen Films heute breiter denn je, mit so unterschiedlichen Regisseuren wie Teresa Villaverde, Miguel Gomes, Joaquim Sapinho oder Bruno de Almeida. José Álvaro Morais hatte bei Cineasten große Hoffnungen geweckt, starb dann aber sehr früh. Eigenständige Regisseure wie Pedro Costa oder Edgar Pêra finden seither ganz eigene Sprachen und Formen, während Namen wie Leonel Vieira oder Fernando Fragata sich eher an den Sehgewohnheiten des breiten Publikum orientieren. Joaquim Leitão dagegen steht in der Tradition von Regisseuren wie Vasconcelos und Fonseca e Costa, die Inhalte und Denkanstöße in einer publikumsnäheren Filmsprache anbieten. Doch auch Kultfilme abseits der Kategorien der Cineasten sind heute möglich, etwa die überraschend erfolgreiche, im September 2012 zu Ende geführte Trilogie Balas & Bolinhos (dt. in etwa „Kugeln & Kroketten“) von Luís Ismael und Freunden (unter den 10 meistgesehenen port. Filmen seit 2004).

## Institutionen

### Filmakademie
Die 2011 gegründete Academia Portuguesa das Artes e Ciências Cinematográficas (meist nur Academia Portuguesa de Cinema, Portugiesische Filmakademie) vergibt einige Filmpreise, insbesondere die Prémios Sophia. Sie trifft auch die Auswahl der portugiesischen Vorschläge für den Auslands-Oscar.

### Filmförderung

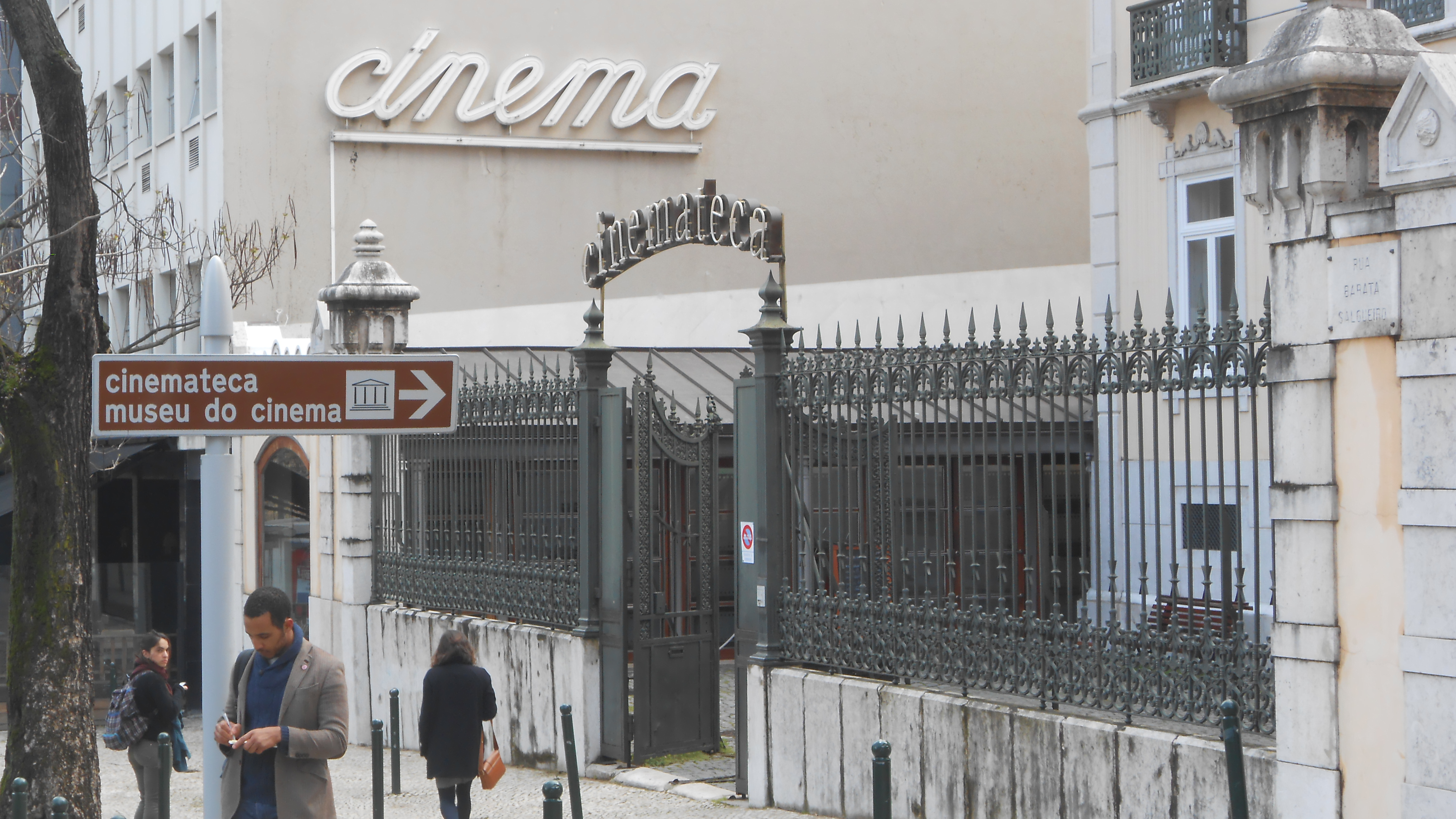
Vor der Cinemateca Portuguesa in Lissabon

Eine große Rolle für die portugiesische Filmproduktion spielt das staatliche Filmförderungs-Institut Instituto do Cinema e do Audiovisual (ICA), eine eigenständige Institution unter dem Dach des Kulturministeriums, die auch die wöchentlichen Box-Office-Zahlen herausgibt und Statistiken öffentlich führt. Seit dem Ende des privatwirtschaftlichen Filmförderungsfonds Fundo de Investimento para o Cinema e o Audiovisual 2014 verwaltet die ICA sowohl die öffentlichen Zuschüsse des Kulturministeriums als auch die privatwirtschaftliche Unterstützung der portugiesischen Filmwirtschaft, wenn auch in getrennten Gremien mit unterschiedlichen Vergabeverfahren.
Die regelmäßige Filmförderung durch die Gulbenkian-Stiftung ist ebenfalls von einiger Bedeutung, dazu fördern Fernsehsender häufig Filmprojekte, vor allem das öffentlich-rechtliche Fernsehen RTP, aber auch das Fernsehfilm-Projekt des Privatsenders SIC, anlassbezogen zudem Stadtverwaltungen (v. a. Lissabon und Cascais), regionale Tourismusmarketingbüros und einige Stiftungen (Fundação Oriente, Culturgest u. a.).

### Cinemateca
Das 1948 gegründete portugiesische Filminstitut und Filmmuseum, die Cinemateca Portuguesa, ist vielfältig aktiv. So werden, neben der Schausammlung, u. a. Filme vorgeführt, Dokumente und filmwissenschaftliche Arbeiten publiziert und filmische Bildungsangebote entwickelt. Auch die Restauration und Archivierung portugiesischer Filme gehört zu den Aufgaben der Cinemateca, die an ihrem Hauptsitz zudem über einen umfangreichen Museumsshop als DVD- und Buchhandlung (Stand 2017) und etwas Gastronomie verfügt.

### Filmklubbewegung
Die Filmklubbewegung ist mit ihren rund 30 offiziellen Filmklubs (Stand 2023) und vielen inoffiziellen Filmfreundeskreisen weiterhin ein wichtiger Impulsgeber und Freiraum für filmische Diskussion im Land außerhalb der kommerziellen Strukturen.
Historie
Der erste Filmklub gründete sich 1945 in Porto, die ersten von Filmklubs organisierten, nicht-kommerziellen Filmvorführungen fanden 1946 in Lissabon und Porto statt. Bei der Gründung des Filmklub-Weltverbands 1947 in Cannes war ein Abgesandter von dreien der vier bis dahin gegründeten Filmklubs Portugals vertreten. Die Filmklubbewegung wurde von der Diktatur danach wegen der vielen kommunistischen Mitglieder zunehmend argwöhnisch betrachtet, und das seit 1948 geltende Anmeldungsgebot jeglicher Filmvorführungen im Land bei der Zensur erschwerte die Tätigkeit zusätzlich. Der Zulauf hielt dennoch an und intensivierte sich ab 1961 (erste Studentenunruhen, Beginn Kolonialkrieg, zunehmende internationale Isolierung Portugals, zudem Aufkommen des Novo Cinema). Der Dachverband der portugiesischen Filmklubs, die Federação Portuguesa de Cineclubes (FPCC), konnte sich erst 1978 gründen, nach der Nelkenrevolution 1974.

### Filmdatenbanken
Es existieren einige Datenbanken zum portugiesischen Film, darunter CinePT, die filmwissenschaftliche Website der Universität Beira Interior, und Memoriale-Cinema Português, eine von Filmkritikern und Freunden des portugiesischen Films betriebene Website, unter maßgeblicher Initiative und Leitung des renommierten Kritikers Jorge Leitão Ramos.

## Filmfestivals
Bei verschiedenen Kulturfestivals des Landes werden Filme gezeigt (z. B. beim Theaterfestival CITEMOR) und gelegentlich auch ausgezeichnet (z. B. in Santa Maria da Feira). Reguläre Filmfestivals gibt oder gab es über 60 seit 1971, darunter mit dem Horrorfilm-Festival MOTELX seit 2007 eines, das bei der FIAPF akkreditiert ist. Bis zu seinem Ende 2014 war auch das Festróia dort akkreditiert.
Die bedeutendsten sind außerdem das Fantasyfilm-Festival Fantasporto in Porto, die Kurzfilm-Festivals Curtas Vila do Conde in Vila do Conde und FIKE in Évora, das engagierte FESTin für das lusofone Kino, das Umweltfilm-Festival CineEco in Seia, das Festival des portugiesischen Films (Caminhos do Cinema Português) in Coimbra, und die Lissabonner Festivals LEFFEST (Lisbon & Sintra Film Fest, vormals Lisbon & Estoril Film Fest, im Casino Estoril), Doclisboa (Dokumentarfilme), Queer Lisboa (für den schwul-lesbischen Film) und das Festival für den Independentfilm, das IndieLisboa. Zu nennen ist auch das etwas glamourösere, aufmerksamkeitsbewusstere Festival Douro Film Harvest in der Weinregion Alto Douro.

## Lissabon
Die Hauptstadt spielte als traditioneller Schwerpunkt der Kultur in Portugal auch für den heimischen Film stets eine besonders wichtige Rolle. Auch wenn es Filmfestivals, Filmschulen und Filmproduktionen überall im Land gibt, so sind die wichtigsten Institutionen des Portugiesischen Films sämtlich in Lissabon beheimatet. Auch die meisten heimischen Filmproduktionen sind dort gedreht und spielen in den malerischen Kulissen der alten Viertel oder den eher trostlosen Vorstädten.

## Regisseure

### Manoel de Oliveira

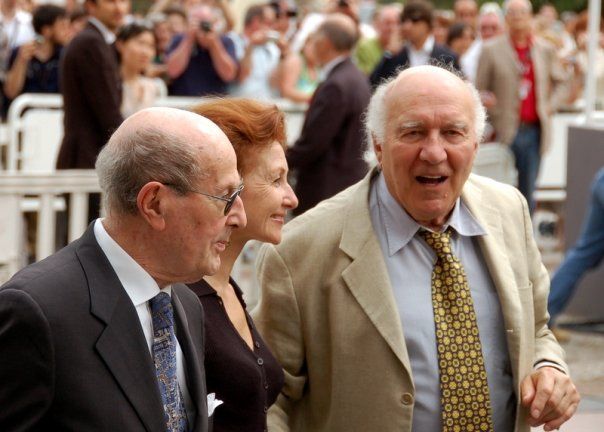
Oliveira (links) mit Piccoli

Manoel de Oliveira wurde 1908 in Porto geboren. Er war bis zu seinem Tod am 2. April 2015 der bedeutendste Repräsentant des Portugiesischen Films, gleichzeitig galt er als Altmeister und einer der letzten großen Autorenfilmer Europas. Mit „Aniki Bóbó“ drehte er 1942 den ersten Film im Stil des Neorealismus (noch vor Viscontis Besessenheit von 1943), und auf der „Studienwoche zum portugiesischen Novo Cinema“ wurde er von den Filmschaffenden als Aushängeschild ihrer Bewegung auserkoren. Er war darüber hinaus der letzte Regisseur weltweit, der als Schauspieler und Regisseur noch in der Stummfilmzeit gedreht hat. Auch war er der älteste aktive Regisseur der Welt und der bisher einzige, der mit über 100 Jahren regelmäßig noch Filme drehte.
Zu den von ihm bevorzugten internationalen Schauspielern zählten Marie-Christine Barrault, Irene Papas, Michel Piccoli, Chiara Mastroianni, Catherine Deneuve, John Malkovich und Marcello Mastroianni, dessen letzten Film er 1996 drehte.

### João César Monteiro

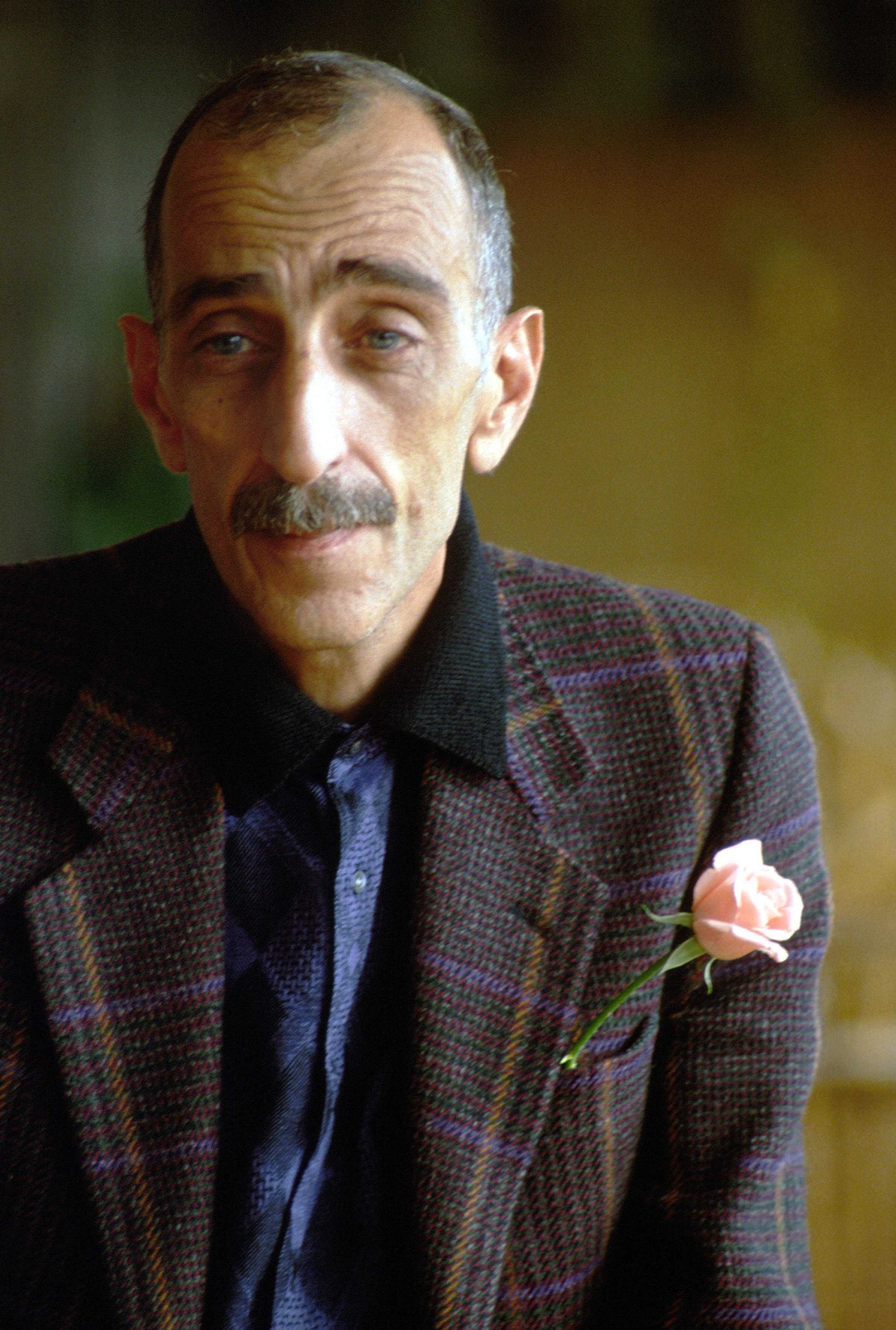
João César Monteiro

João César Monteiro wurde 1939 in Figueira da Foz geboren. Bekannt wurde er durch polemische Filme, in denen er sarkastisch und sozialkritisch an moralischen Tabus rüttelte oder mit gesellschaftlichen Konventionen spielte. Als bekanntester Film dürfte „Erinnerungen an das gelbe Haus“ (1989) gelten, während er mit Branca de Neve (2000), seiner Adaption von Robert Walsers Schneewittchen-Erzählung, für einen unvergessen gebliebenen Eklat sorgte. Unter Cineasten erlangte er international Anerkennung durch Preise auf Festivals, insbesondere Cannes und Venedig. Oft spielte er in seinen Filmen auch die Hauptrolle. Er nahm aber auch gelegentlich Rollen in Filmen anderer Regisseure an, etwa von Margarida Gil, mit der er einige Zeit verheiratet war. Der unangepasste Exzentriker konnte aber auch überraschen, etwa mit dem gefühlvollen und farbenreichen „Auf dem Meer“ (1986), mit Laura Morante und Georges Claisse in den Hauptrollen. 2003 starb Monteiro in Lissabon an Krebs.

### Zeitgenössische Regisseure
Bei Cineasten und internationaler Kritik sind die vielschichtigen Autorenfilme etwa von João Botelho und João Canijo bekannt. Pedro Costa steht auch international für anspruchsvoll fotografierte Milieustudien, während Leonel Vieira und Fernando Fragata sich eher am Publikumsfilm mit Schwerpunkt auf Humor und Unterhaltung (Vieira) und international angelegter Spannung und Action (Fragata) orientieren, auch Carlos Coelho da Silva ist für erfolgreiche Publikumsfilme bekannt.
Namen wie der vom Fernsehen kommenden Patrícia Sequeira, dem auch als Schauspieler bekannten Joaquim Leitão, dem renommierten Autorenfilmer João Botelho oder auch dem Altmeister António-Pedro Vasconcelos gelangen und gelingen immer wieder Filme, die gleichzeitig an den Kinokassen erfolgreich als auch inhaltlich relevant sind.
Rui Simões, Marta Pessoa, Catarina Mourão, Jorge Pelicano oder auch Sérgio Tréfaut widmen sich erfolgreich dem engagierten Dokumentarfilm nationaler Thematiken.
Regisseure wie Bruno de Almeida, Joaquim Sapinho und besonders Miguel Gomes engagieren sich im international ausgerichteten Independentfilm. João Pedro Rodrigues steht für kreative, vorwiegend schwul-lesbische Werke, Fernando Vendrell, João Viana und Pedro Costa für Filme mit Bezug zum portugiesischsprachigen Afrika, Teresa Villaverde für ein meist bildgewaltiges, immer kritisches und sehr gefühlsintensives Kino, und Edgar Pêra für einen unberechenbaren, von Stummfilm bis Popkultur inspirierten, besonders kreativen Film.
Die jüngere Generation mit Namen wie Artur Ribeiro, Ivo Ferreira oder Tiago Guedes, aber auch junge Talente wie Catarina Vasconcelos, João Salaviza oder Dokumentarfilmer João Nuno Brochado gelten heute als Hoffnungsträger für eine Fortführung einer innovativen, nicht-kommerziellen „portugiesischen Schule“.

## Schauspieler

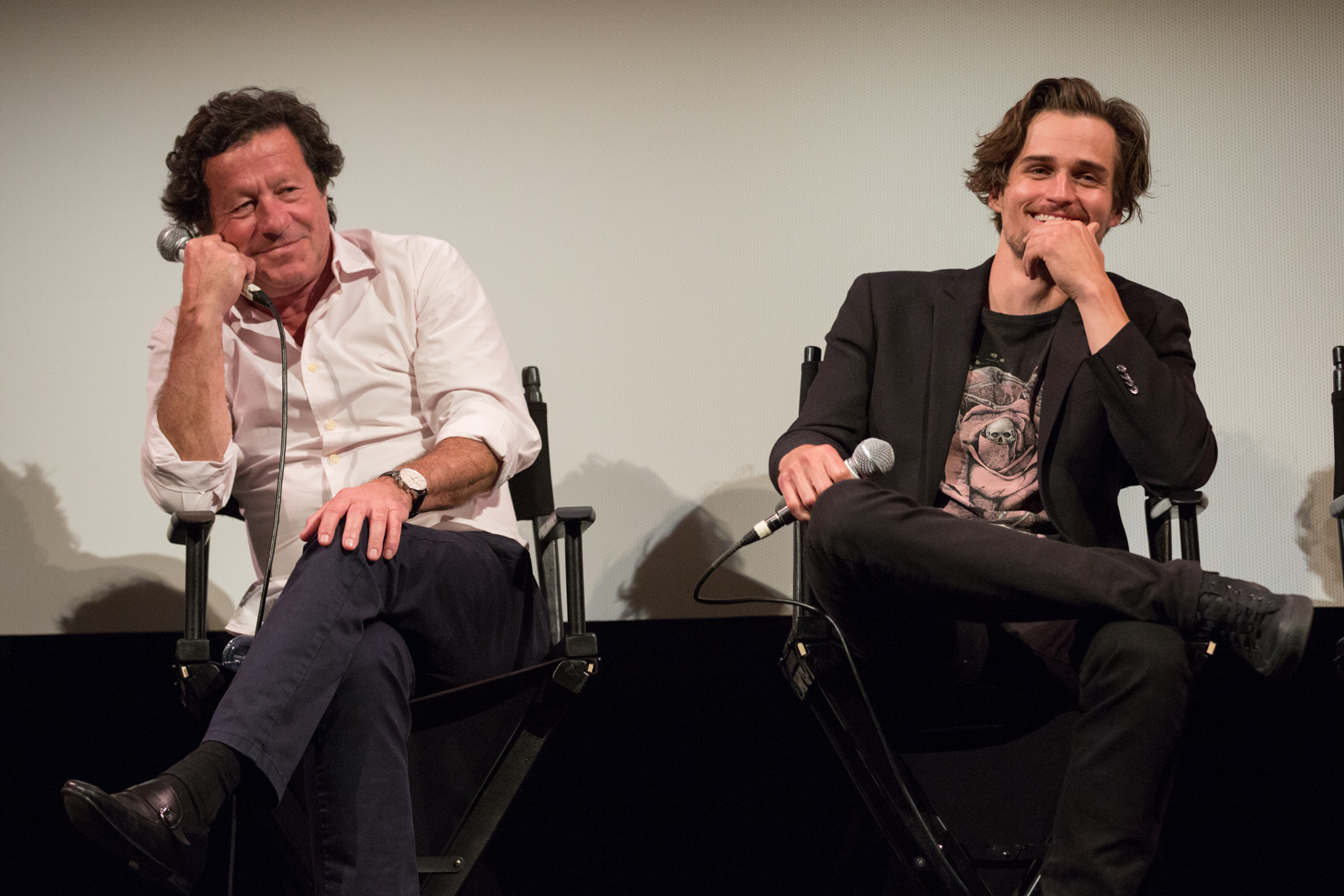
Joaquim de Almeida (links) bei der Vorstellung der TV-Serie Queen of the South in Austin, Texas (2016)

Der Portugiesische Film brachte eine Reihe beachteter Schauspieler hervor, die international jedoch vergleichsweise selten bekannt wurden, etwa Virgílio Teixeira oder António Vilar seit den 1940er Jahren.
Namen wie Teresa Madruga, Luís Miguel Cintra oder Laura Soveral sind trotz ihrer langen und vielseitigen, auch internationalen Karrieren weitgehend unbekannt geblieben außerhalb des Landes. In Hollywood konnten sich indes Maria de Medeiros, die an der Seite von Bruce Willis in „Pulp Fiction“ spielte, und Joaquim de Almeida etablieren, der mittlerweile US-amerikanischer Bürger ist und einige Hauptrollen in Hollywood gespielt hat, etwa in „Desperado“ als Gegenspieler von Antonio Banderas, oder an der Seite von Harrison Ford und Willem Dafoe in „Das Kartell“.
Carlos de Carvalho ist ein weiterer international bekannter Schauspieler, der jedoch meist außerhalb des portugiesischen Films arbeitet.
An jungen Schauspielern weckten zuletzt Namen wie Ana Moreira, Albano Jerónimo oder Beatriz Batarda Erwartungen bei Cineasten.

## Kameraleute
Die Kameraleute in Portugal sind zu einem großen Teil im portugiesischen Verband der Kameraleute (Associação de Imagen Portuguesa, AIP) organisiert. Die AIP entstand aus einer Initiative von Kameraassistenten und wurde 1988 offiziell als Verein eingetragen. 1999 wurde die AIP Mitglied im internationalen Kameraleute-Verband IMAGO. Sie hat ihren Sitz in Lissabon und bietet und fördert Aus- und Weiterbildung, führt Statistiken, informiert (Zeitschrift Imagem und die Branchenplattform Cineguiaportugal.pt) und vergibt verschiedene Filmpreise.
Der international bekannteste portugiesische Kameramann dürfte Eduardo Serra (* 1943) sein, als bedeutendster Kameramann des Portugiesischen Films gilt jedoch Acácio de Almeida (* 1938). Weitere bekannte Kameraleute sind Elso Roque (* 1939), Rui Poças (* 1966), Inês Carvalho (* 1971), João Ribeiro (* 1970er) oder auch Manuel Costa e Silva (1938–1999) und Mário Barroso (* 1947), die beide auch als Regisseure bekannt wurden.

## Filmkomponisten
Die Filmmusik portugiesischer Produktionen kommt häufig von portugiesischen Komponisten. Neben klassischen Kompositionen sind sie oft das Werk von zeitgenössischen Filmkomponisten. Zu den bekanntesten portugiesischen Filmkomponisten gehören Luís de Freitas Branco (1890–1955), Frederico de Freitas (1902–1980), Jaime Mendes (1903–1997), Jaime Silva Filho (1908–1970), Joly Braga Santos (1924–1988), Emmanuel Nunes (1941–2012), Luís Cília (* 1943), António Pinho Vargas (* 1951), Rodrigo Leão (* 1964), Bernardo Sassetti (1970–2012), Nuno Malo (* 1977) und Pedro Marques (* 1982).
Auch einige international bekannte Filmkomponisten arbeiteten bereits für portugiesische Produktionen, darunter Namen wie Ennio Morricone, Jorge Arriagada oder Nicola Piovani.

## Produktion

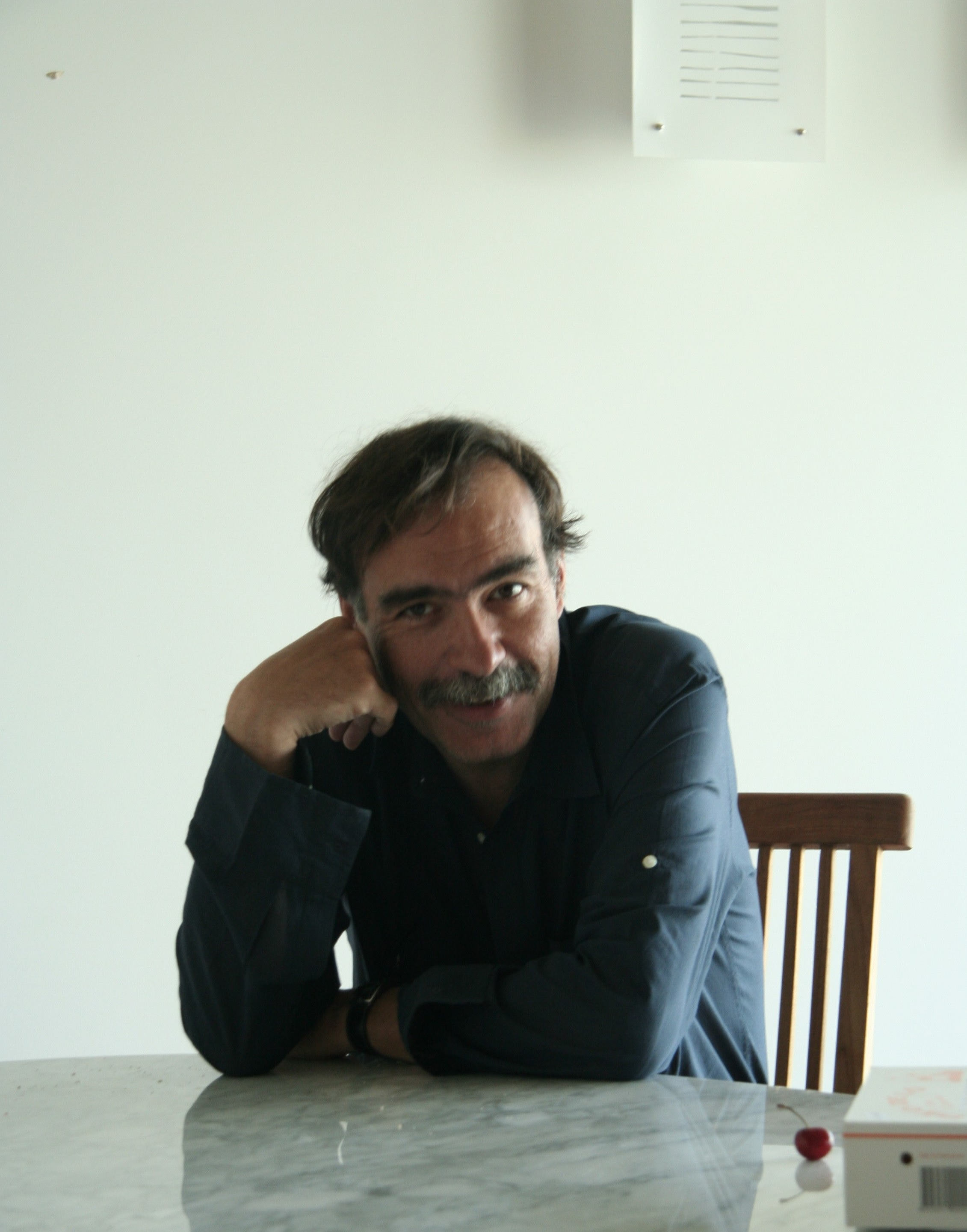
Paulo Branco (2014)

### Produzenten
Als wichtigster Filmproduzent des Landes kann Paulo Branco gelten, sowohl was die Bedeutung als auch die schiere Anzahl der produzierten Filme angeht. Seine besondere Bedeutung besteht auch in seiner Verbindung zum Französischen Kino und darin, dass dank ihm zahlreiche portugiesische Filme regelmäßig bei den wichtigsten internationalen Filmfestivals laufen.
António da Cunha Telles war der wichtigste Produzent des Neuen Portugiesischen Films seit den frühen 1960er Jahren und er gab dem Film in Portugal mehrfach Impulse in Umbruch- und Krisenzeiten. Er produzierte in mehreren Phasen sowohl künstlerisch und gesellschaftlich relevante als auch wirtschaftlich erfolgreiche Filme.
Zu den weiteren bedeutenden, heute teils ebenfalls international agierenden Produzenten zählen Tino Navarro, Fernando Vendrell, Ana Costa, Luís Urbano und Sandro Aguilar, aber auch Joaquim Pinto und andere wären zu nennen.
Weniger auf internationale Filmkenner als vielmehr auf den heimischen Kinomarkt abonniert sind Produzenten wie Leonel Vieira oder Alexandre Cebrian Valente, die für einige portugiesische Blockbuster verantwortlich zeichneten. Aber auch Tino Navarro, Ana Costa oder Fernando Vendrell produzierten bereits mehrere an den portugiesischen Kinokassen erfolgreiche Projekte.
Historisch gehörten Alfonso Nunes de Mattos in Porto und Ernesto de Albuquerque in Lissabon zu den ersten bedeutenden Produzenten der späten 1900er bis frühen 1910er Jahren. In der Hochphase des portugiesischen Kinos ab den 1930er Jahren war António Lopes Ribeiro ein wichtiger Produzent. Auch Armando de Miranda, António Maduro und andere taten sich in dieser Ära als Produzenten hervor.

### Produktionsgesellschaften

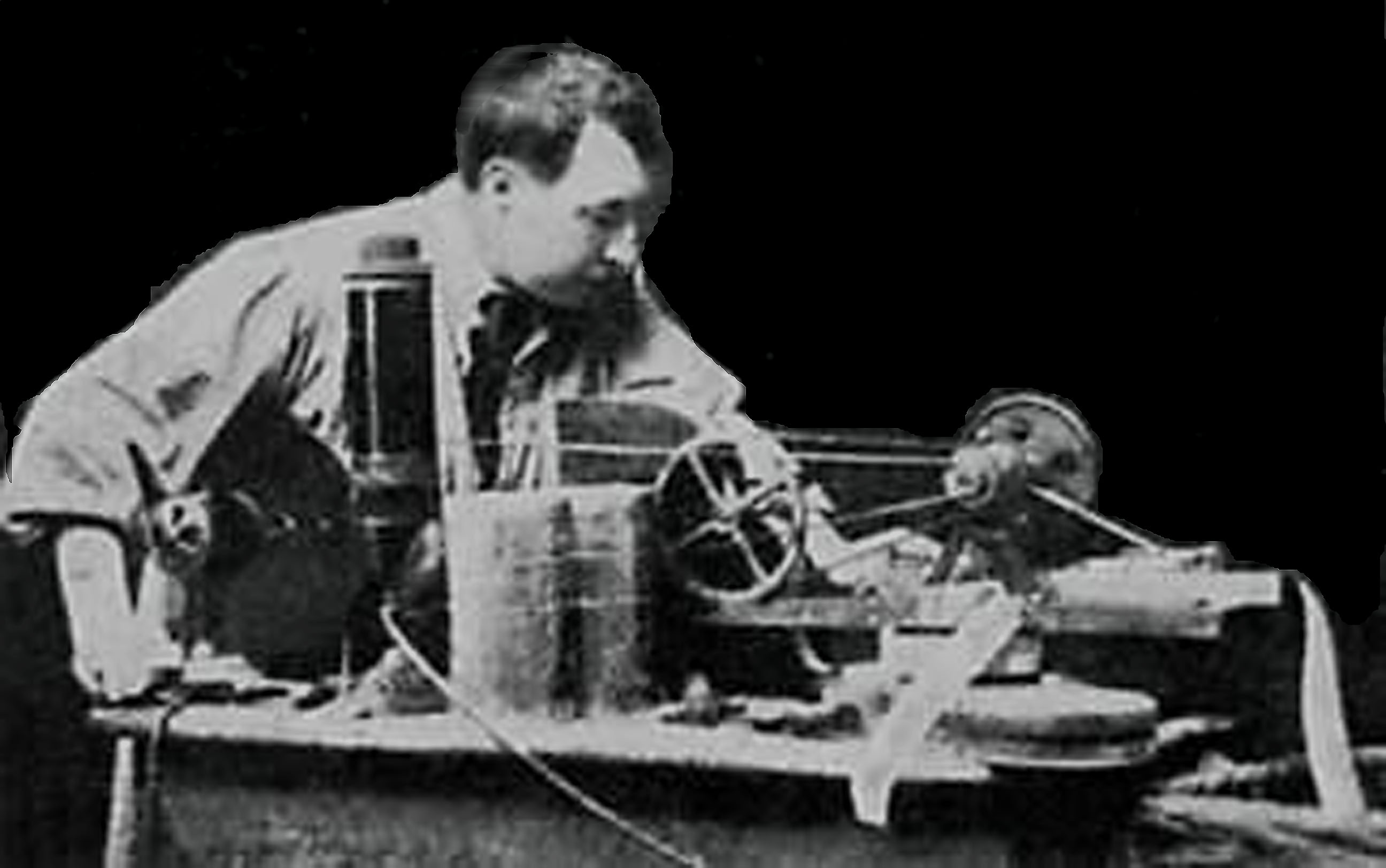
João Freire Correia, Gründer des ersten reinen Kinosaals und der ersten reinen Filmgesellschaft in Portugal.

Historisch gilt die 1909 in Lissabon gegründete Portugália Filmes von João Freire Correia als erste echte Filmproduktionsgesellschaft im Land. Die Invicta Film, 1912 von Produzent Alfonso Nunes de Mattos in Porto gegründet und mit international bekannten Regisseuren wie Rino Lupo und Georges Pallu, wurde vor allem in den 1920er Jahren zur ersten wirtschaftlich bedeutenden Produktionsgesellschaft im Land. Ab den 1930er Jahren sorgten dann insbesondere die Tóbis Portuguesa und die Lisboa Filme für eine Welle von sehr erfolgreichen Filmproduktionen und begründeten eine nachhaltig tragfähige, breite Filmwirtschaft im Land.
Heute sorgen Firmen wie Midas Filmes, O Som e a Fúria, Real Ficção, Terratreme, Clap Filmes, Madragoa und eine Vielzahl weiterer, oft eher kleiner Unternehmen für in Form und Inhalt meist relevante und anspruchsvolle Filme, sowohl Spiel- als auch Dokumentarfilme und sowohl lange als auch Kurzfilme, während große Medienkonzerne wie NOS Audiovisuais die meisten der großen Publikumsfilme produzieren.

## Afrika

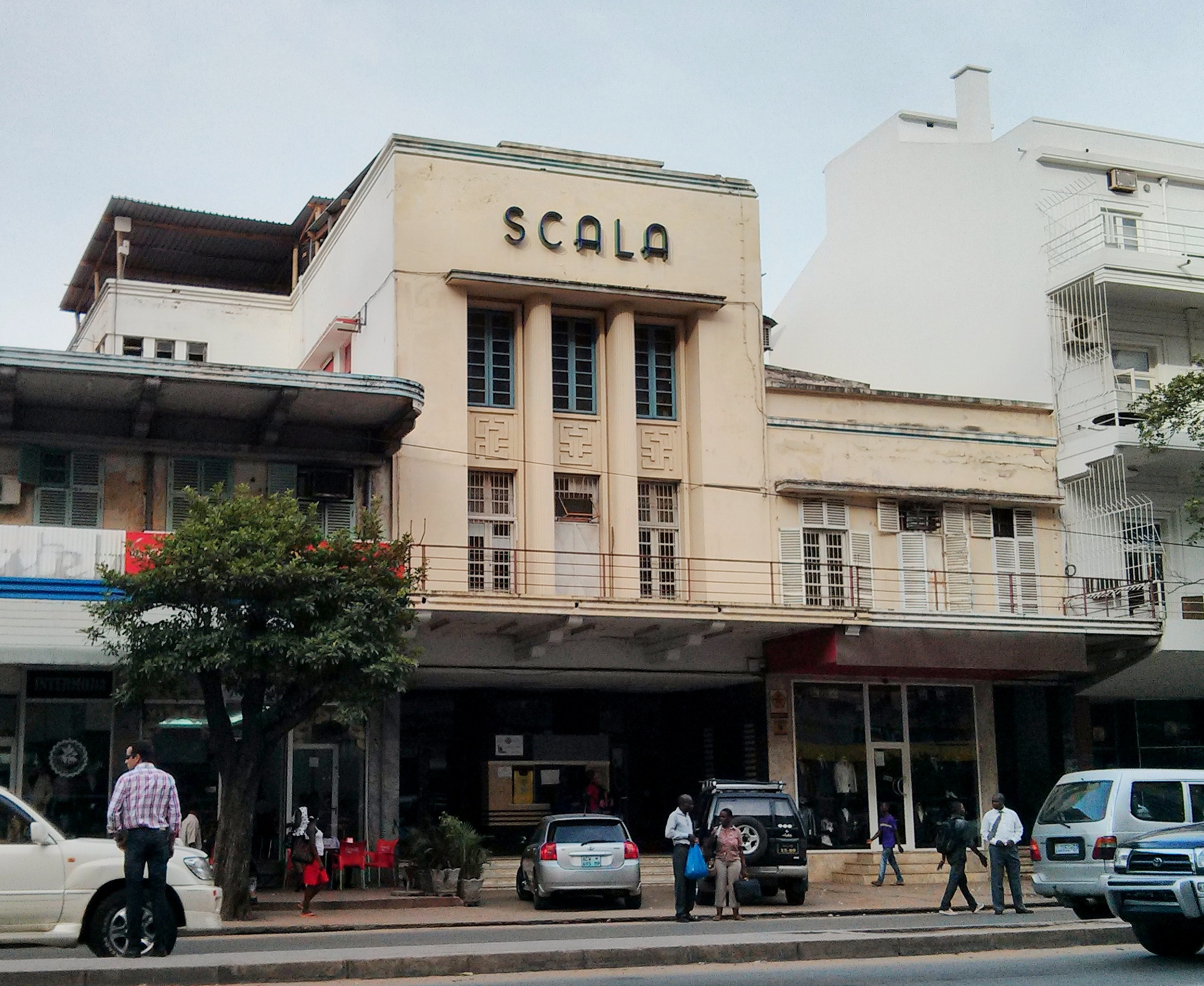
Das Cinema Scala in der mosambikanischen Hauptstadt Maputo stammt aus portugiesischer Kolonialzeit.

Die Filmgeschichte von Ländern wie Mosambik und insbesondere von Angola hat ihren Ursprung in der Filmproduktion zu Zeiten als jeweilige portugiesische Überseeprovinz. Waren es zunächst Propagandafilme der kolonialen Estado Novo-Diktatur Portugals wie O Feitiço do Império (1940 von António Lopes Ribeiro) oder Chamite (1953 von Jorge Brum do Canto, über die Gefangennahme Gungunhanas in Mosambik), so näherten sich Regisseure in ethnografischen Dokumentarfilmen der 1960er und 1970er Jahren aber auch den eigenen Ursprüngen des jeweiligen Landes, insbesondere in den zahlreichen angolanischen Filmen.
Heute hat Portugal naturgemäß eine andere, aber weiterhin große Bedeutung für das Kino in den ehemaligen portugiesischen Kolonien, insbesondere in den afrikanischen Ländern portugiesischer Sprache, und zwar sowohl für die Ausbildung von Filmschaffenden als auch als Absatzmarkt. Zudem sind portugiesische Produzenten ein wichtiger Faktor für die Produktion von Filmen in diesen Ländern, die häufig Koproduktionen mit portugiesischen Filmgesellschaften sind. Und nicht zuletzt drehen portugiesische Regisseure auch immer wieder in Mosambik, Kap Verde, Angola, Guinea-Bissau und São Tomé und Príncipe, was Know-how und Film-Strukturen vor Ort begünstigt. In den letzten Jahren entwickelten sich aber auch im Gegenzug Länder wie Mosambik und insbesondere Angola zu Absatzmärkten für portugiesische Filmproduktionen.
Der são-toméisch-portugiesische Schauspieler Ângelo Torres, der angolanische Regisseur Zézé Gamboa, der guinea-bissauische Schauspieler und Regisseur Welket Bungué oder auch die angolanische Regisseurin Pocas Pascoal sind Beispiele für Filmschaffende, die über Portugal oder über portugiesische Produktionen und Koproduktionen ihren Weg gingen und gehen.
Portugiesische Regisseurinnen und Regisseure, die sich häufig mit afrikanischen Ländern beschäftigen, sind Margarida Cardoso, Fernando Vendrell, Pedro Costa (mit besonderer Affinität zu Kap Verde) oder auch João Viana. Die Produktionsfirma Real Ficção produzierte bereits eine ganze Reihe Dokumentarfilme mit Bezug zu Ländern wie Angola, Kap Verde oder Guinea-Bissau, zudem führt sie regelmäßige Filmveranstaltungen in Kap Verde und Mosambik durch.
Das Lissabonner Filmfestival FESTin beschäftigt sich mit Kino aus portugiesischsprachigen Ländern und findet inzwischen auch in afrikanischen Ländern statt. Der öffentlich-rechtliche portugiesische Fernsehsender RTP África, die Initiativen des Kulturinstituts Instituto Camões und viele weitere Institutionen sorgen für einen vielschichtigen Kulturaustausch zwischen den Ländern des portugiesischen Sprachraums, mit Film als einem wichtigen Element.

## Filme

### Besonders bekannt gewordene portugiesische Filme
- 1930: Maria do Mar; R: José Leitão de Barros
- 1931: A Severa; R: José Leitão de Barros
- 1942: Ala-Arriba!; R: José Leitão de Barros
- 1942: Aniki Bóbó; R: Manoel de Oliveira
- 1945: José do Telhado; R: Armando de Miranda
- 1947: Capas Negras; R: Armando de Miranda
- 1950: Frei Luís de Sousa; R: António Lopes Ribeiro
- 1952: Nazaré; R: Manuel Guimarães
- 1963: Die grünen Jahre (Os Verdes Anos); R: Paulo Rocha
- 1964: Belarmino; R: Fernando Lopes
- 1969: O Cerco; R: António da Cunha Telles
- 1972: Pedro Só; R: Alfredo Tropa
- 1972: Uma Abelha na Chuva; R: Fernando Lopes
- 1976: Trás-os-Montes; R: António Reis, Margarida Cordeiro
- 1980: A Culpa; R: António Victorino de Almeida
- 1980: Kilas, o Mau da Fita; R: José Fonseca e Costa
- 1984 O Lugar do Morto; R: António-Pedro Vasconcelos
- 1985: Ein portugiesischer Abschied (Um Adeus Português); R: João Botelho
- 1989: Erinnerungen an das gelbe Haus (Recordações da Casa Amarela); R: João César Monteiro
- 1990: Non oder Der vergängliche Ruhm der Herrschaft (Non, ou a Vã Glória de Mandar); R: Manoel de Oliveira
- 1993: Am Ufer des Flusses (Vale Abraão); R: Manoel de Oliveira
- 1995: Die göttliche Komödie (A Comédia de Deus); R: João César Monteiro
- 1997: Die Schwächen der Frauen (Elles); R: Luís Galvão Teles
- 1997: Reise an den Anfang der Welt (Viagem ao princípio do mundo), R: Manoel de Oliveira
- 1998: Pina Bausch – Lissabon Wuppertal Lisboa; R: Fernando Lopes
- 2001: Ich geh’ nach Hause (Vou para casa); R: Manoel de Oliveira
- 2001: Nelken für die Freiheit (Capitães de Abril); R: Maria de Medeiros
- 2003: Um Filme Falado – Reise nach Bombay (Um Filme Falado); R: Manoel de Oliveira
- 2004: Es war einmal in Afrika (A Costa dos Murmúrios); R: Margarida Cardoso
- 2006: Belle toujours; R: Manoel de Oliveira
- 2007: dot.com; R: Luís Galvão Teles
- 2007: Fados; R: Carlos Saura
- 2008: The Lovebirds; R: Bruno de Almeida
- 2009: Eigenheiten einer jungen Blondine (Singularidades de uma Rapariga Loura); R: Manoel de Oliveira)
- 2009: The Portuguese Nun (A Religiosa Portuguesa; R: Eugène Green
- 2010: José e Pilar; R: Miguel Gonçalves Mendes
- 2011: Sangue do Meu Sangue; R: João Canijo
- 2012: Lines of Wellington – Sturm über Portugal (Linhas de Wellington); R: Valeria Sarmiento
- 2012: Tabu – Eine Geschichte von Liebe und Schuld (Tabu); R: Miguel Gomes
- 2013: Portugal, mon amour (A Gaiola Dourada); R: Ruben Alves

### Wirtschaftlich besonders erfolgreiche portugiesische Filme (seit 1970)
Auch wenn der portugiesische Film in den letzten Jahrzehnten seine Erfolge mehr in Filmpreisen und cineastischer Anerkennung suchte, so gab und gibt es doch auch immer wieder wirtschaftlich erfolgreiche Filme bis hin zu portugiesischen Blockbustern, und die dabei mal mehr und mal weniger auch die Anerkennung der Filmkritik erhalten.
- 1970: O Cerco; R: António da Cunha Telles
- 1980: Kilas, o Mau da Fita; R: José Fonseca e Costa
- 1984: O Lugar do Morto; R: António-Pedro Vasconcelos
- 1984: Crónica dos Bons Malandros; R: Fernando Lopes
- 1987: Ballade vom Hundestrand; R: José Fonseca e Costa
- 1997: Tentação; R: Joaquim Leitão
- 1998: Pesadelo Cor de Rosa; R: Fernando Fragata
- 1998: Sapatos Pretos; R: João Canijo
- 1999: Jaime; R: António-Pedro Vasconcelos
- 2004: Sorte Nula; R: Fernando Fragata
- 2004: Balas & Bolinhos – O Regresso; R: Luís Ismael
- 2005: O Crime do Padre Amaro; R: Carlos Coelho da Silva
- 2005: O Sonho de Uma Noite de S. João; R: Ángel de la Cruz, Manolo Gómez
- 2006: Filme da Treta; R: José Sacramento
- 2007: Call Girl; R: António-Pedro Vasconcelos
- 2007: Corrupção; (R: João Botelho)
- 2008: Amália; R: Carlos Coelho da Silva
- 2009: Uma Aventura na Casa Assombrada; R: Carlos Coelho da Silva
- 2009: Second Life; R: Alexandre Cebrian Valente, Miguel Gaudêncio
- 2010: A Bela e o Paparazzo; R: António-Pedro Vasconcelos
- 2010: Contraluz; R: Fernando Fragata
- 2012: Balas & Bolinhos – O Último Capítulo; R: Luís Ismael
- 2012: Morangos Com Açúcar – O Filme; R: Hugo de Sousa
- 2012: Aristides de Sousa Mendes, O Cônsul de Bordéus; R: João Correa, Francisco Manso
- 2012: Lines of Wellington – Sturm über Portugal; R: Valeria Sarmiento
- 2013: 7 Pecados Rurais; R: Nicolau Breyner
- 2013: Portugal, mon amour; R: Ruben Alves
- 2013: Snu; R: Patrícia Sequeira
- 2013: Nachtzug nach Lissabon; R: Bille August
- 2014: Os Maias: Cenas da Vida Romântica; R: João Botelho
- 2014: O Fim da Inocência; R: Joaquim Leitão
- 2014: Virados do Avesso; R: Edgar Pêra
- 2014: Os Gatos Não Têm Vertigens; R: António-Pedro Vasconcelos
- 2014: Sei Lá; R: Joaquim Leitão
- 2014: Mau Mau Maria; R: José Alberto Pinheiro
- 2015: O Pátio das Cantigas; R: Leonel Vieira
- 2015: O Leão da Estrela; R: Leonel Vieira
- 2016: A Canção de Lisboa; R: Pedro Varela
- 2019: Variações; R: João Maia
- 2019: Land im Sturm; R: Tiago Guedes
- 2021: Bem Bom; R: Patrícia Sequeira
- 2022: Curral de Moinas – Os Banqueiros do Povo, R: Miguel Cadilhe

### Die bekanntesten portugiesischen Unterhaltungsfilme der 1930er–1950er Jahre

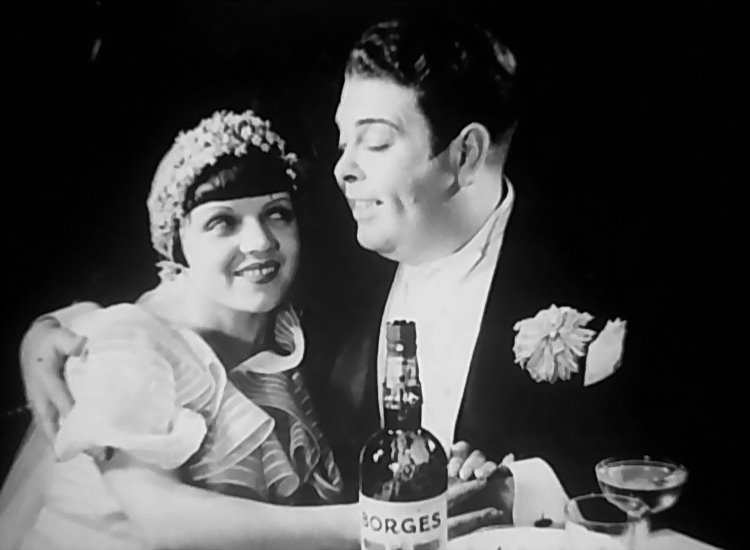
Beatriz Costa und Vasco Santana in A Canção de Lisboa

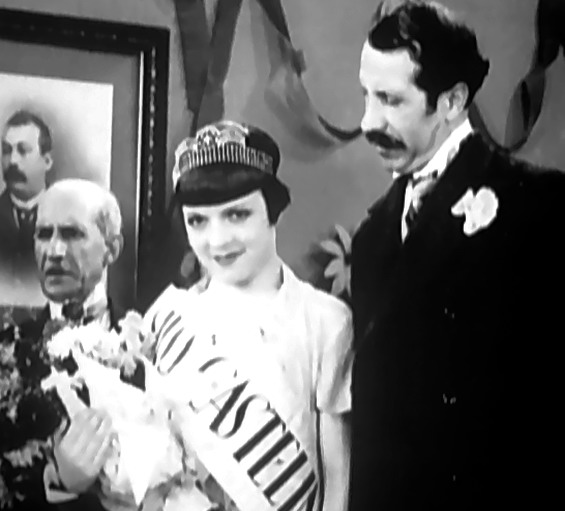
Beatriz Costa und António Silva in A Canção de Lisboa

Zu den bekanntesten Filme der Hochphase des portugiesischen Kinos zählen vor allem die „Lissabonner Komödien“, die Comédia portuguesa, aber auch andere erfolgreiche Produktionen der Zeit:
- A Severa (1931, R: José Leitão de Barros)
- A Canção de Lisboa (1933, R: Cottinelli Telmo)
- Maria Papoila (* 1937, R: José Leitão de Barros)
- Aldeia da Roupa Branca (1938, R: Chianca de Garcia)
- João Ratão (1940, R: Jorge Brum do Canto)
- O Pai Tirano (1941, R: António Lopes Ribeiro)
- O Pátio das Cantigas (1942, R: Francisco Ribeiro, „O Ribeirinho“)
- O Costa do Castelo (1943, R: Arthur Duarte)
- A Menina da Rádio (1944, R: Arthur Duarte)
- A Vizinha do Lado (1945, R: António Lopes Ribeiro)
- José do Telhado (1945, R: Armando de Miranda)
- Capas Negras (1947, R: Armando de Miranda)
- Fado, História d’uma Cantadeira (1947, R: Perdigão Queiroga)
- O Leão da Estrela (1947, R: Arthur Duarte)
- Ribatejo (1949, R: Henrique Campos)
- O Grande Elias (1950, R: Arthur Duarte)
- Sonhar É Fácil (1951, R: Perdigão Queiroga)
- Os Trés da Vida Airada (1952, R: Perdigão Queiroga)
- Madragoa (1952, R: Perdigão Queiroga)
- Rosa de Alfama (1953, R: Henrique Campos)
- Sangue Toureiro (1958, R: Augusto Fraga)
- A Costureirinha da Sé (1958, R: Manuel Guimarães)